# Arturs Alberings
Arturs Alberings   (Rūjiena, 8 de gener de 1877 - Riga, 26 d'abril de 1934) va ser un polític letó que va ocupar el càrrec de Primer Ministre de Letònia des del 7 de maig de 1926 fins al 18 de desembre de 1926. Alberings va pertànyer al partit polític Unió d'Agricultors Letons.